# 埃伯哈德·福格尔
埃伯哈德·福格尔（德語：Eberhard Vogel，1943年4月8日—），德国男子足球运动员，司职前锋。他曾代表德国联队、东德参加1964年和1972年夏季奥林匹克运动会足球比赛，获得二枚铜牌。